# Boek van Thomas de Strijder
Het Boek van Thomas de Strijder is een gnostisch geschrift, dat in een Koptische vertaling onderdeel was van de vondst van de Nag Hammadigeschriften in 1945. Er moet een oorspronkelijk Griekse tekst zijn geweest, maar daar is nooit iets van gevonden. Het geschrift behoort tot de best geconserveerde van de bij Nag Hammadi gevonden manuscripten. Na reconstructie van enkele lacunes is een vrijwel complete tekst beschikbaar.
De tekst bestaat uit twee duidelijk te onderscheiden delen. Het eerste deel is een dialoog tussen Jezus en Thomas. Het tweede deel is een monoloog van Jezus, waarin Thomas ook niet meer voorkomt of zelfs wordt genoemd. Bij veel auteurs in het vakgebied leeft dan ook de opvatting dat het hier om twee oorspronkelijk onafhankelijk van elkaar geschreven teksten gaat, die later zijn samengevoegd. Daarbij zou een collectie uitspraken van Jezus, zoals die ook voorkomen in de Dialoog van de Verlosser en het Evangelie van Thomas door een latere redacteur zijn herwerkt tot het gedeelte dat nu de dialoog vormt. De vragen van Thomas zijn door de redacteur geschreven om de uitspraken van Jezus meer reliëf en meer context te geven. Een dergelijke bewerking komt wel meer voor bij de in Nag Hammadi gevonden geschriften. Het geschrift de Wijsheid van Jezus Christus is ook een soortgelijke bewerking van Eugnostus de Gelukzalige.
Zowel de Dialoog van de Verlosser als het Boek van Thomas de Strijder moeten zijn ontstaan in hetzelfde gnostische milieu binnen het Syrische christendom rondom de stad Edessa. De eindredactie van de oorspronkelijk Griekse tekst van het Boek van Thomas de Strijder moet aan het begin van de 3e eeuw zijn gebeurd.

## Essentie van de inhoud
Zoals in zoveel gnostische geschriften is ook deze tekst gesitueerd in de periode tussen de opstanding van Jezus en zijn hemelvaart. De tekst begint met de mededeling, De geheime woorden, die de Verlosser tot Judas Thomas gesproken heeft en die, ik, Mathaias, heb opgeschreven toen ik onder het wandelen hoorde hoe zij met elkaar praatten . Ook dit moet een latere toevoeging aan de tekst zijn, die de auteur kennelijk noodzakelijk achtte om de omvorming van het materiaal van uitspraken van Jezus tot een dialoog aannemelijk te maken.
Net als in de Dialoog van de Verlosser legt de tekst sterk de nadruk op gewenst encratisme, verwerping van het huwelijk, seksualiteit, voortplanting en het niet toegeven aan harstochten meer in het algemeen. De titel Thomas de Strijder geeft de strijd aan die mens moet voeren tegen de hartstochten om zichzelf te leren kennen. De weg naar verlossing is alleen mogelijk voor diegenen die zichzelf kennen. Die zelfkennis verkrijgt men alleen door een levenshouding die zich kenmerkt door een rigoureuze vorm van ascese.
In de tekst wordt het lot van de volmaakten steeds geplaatst tegenover het lot van de onwetenden. De eersten strijden tegen de aardse begeerten en de hartstochten en richten zich op de kennis van waarheid omtrent de mens en God. Het lot van de onwetenden die zich door hun harstochten laten beheersen is de ondergang.
Jezus zegt in de dialoog tegen Thomas over deze mensen; Waarlijk, beschouw deze lieden niet als mensen; reken ze liever tot de dieren. Want precies zoals dieren elkaar opeten, zo ook eten zulke menselijke wezens elkaar op . Het grootste deel van de monoloog in het tweede deel van de tekst gaat verder in op hun lot. Wee jullie goddelozen, die geen hoop hebben, die vasthouden aan iets dat nooit zal gebeuren...........Wee jullie, die de seksualiteit die tot het vrouwelijke behoort en de ontuchtige geslachtsdaad minnen... .
Aan het eind van de monoloog volgt dan nog een oproep aan de volmaakten, Als jullie vrijkomen van het lijden en de passie van het lichaam, dan zullen jullie de rust (=verlossing) ontvangen van de Ene Goede.